# Ristorante Paradiso
Ristorante Paradiso (リストランテ・パラディーゾ?, Risutorante Paradīzo) è un manga scritto e disegnato da Natsume Ono, incentrato sulle vite e le esperienze quotidiane che gravitano attorno ad un piccolo ristorante di Roma. La prima diffusione del manga è avvenuta tra il maggio del 2005 e il marzo del 2006 sulla rivista Manga Erotics F, suddivisa in singoli capitoli successivamente accorpati in un unico volume uscito nella seconda metà del 2006. Sempre su Manga Erotics F è stato diffuso anche il suo seguito, Gente ~Ristorante no Hitobito~, a sua volta raccolto in tre volumi pubblicati tra il 2006 e il 2009. Dagli eventi del primo manga è stato successivamente tratto un anime televisivo, prodotto da David Production e trasmesso su Fuji TV nel contenitore noise dall'8 aprile al 24 giugno 2009. La serie è stata anche diffusa in streaming, sottotitolata in inglese, su Crunchyroll.

## Trama
La ventunenne Nicoletta si trasferisce da Milano a Roma alla ricerca della madre Olga, che 15 anni prima l'abbandonò a casa della nonna per potersi risposare con Lorenzo, un ricco imprenditore di cui era follemente innamorata, e con il quale nel frattempo ha aperto un piccolo ristorante, la Casetta dell'Orso; curiosa caratteristica del locale è di annoverare tra il proprio personale unicamente ultracinquantenni presbiti eleganti e di bell'aspetto, capaci nonostante l'età di esercitare un certo fascino sulle molte signore che vi si recano abitualmente alla ricerca dei veri gentiluomini.
Benché il piano di Nicoletta sia inizialmente di svergognare la madre agli occhi del nuovo marito (il quale ha una certa avversione per le donne risposate, e non è al corrente della parentela tra le due) e far naufragare così il suo matrimonio, l'incontro con la curiosa, e per certi versi affascinante atmosfera che alberga nel ristorante la inducono a modificare i suoi piani. Così, messi momentaneamente da parte i propri propositi di vendetta, finisce per farsi assumere come aiuto-cuoca alla Casetta dell'Orso, dove lavora tra gli altri anche il caposala Claudio, di cui la ragazza si è innamorata a prima vista.

## Personaggi

### Personaggi principali
Nicoletta (ニコレッタ?, Nikoretta)
Doppiata da: Fumiko Orikasa
La protagonista della storia. Quando aveva solo sei anni la madre Olga la lasciò a casa della nonna per potersi sposare con un ricco imprenditore romano di cui era follemente innamorata, gentile e amorevole ma con una malcelata avversione per le relazioni con donne divorziate e con figli a carico. Si trasferisce a Roma nella speranza di mettere la madre di fronte alle sue responsabilità, ma una volta venuta in contatto con l'atmosfera del ristorante gestito dal patrigno decide di mettere da parte i suoi propositi e si fa assumere come aiutante, entrando facilmente in sintonia con quasi tutti i membri del personale. Successivamente prende una cotta per il caposala, l'ultracinquantenne Claudio.
Santo Claudio Paradiso (サント・クラウディオ・パラディーゾ?, Santo Kuraudio Paradīzo)
Doppiato da: Jin Yamanoi
Caposala alla Casetta dell'Orso, nonché interesse amoroso di Nicoletta. Divorziato da qualche anno, ha tuttavia difficoltà a riallacciare rapporti con altre donne, tanto da non essersi ancora tolto la fede dal dito, che usa anzi come dissuasore per disincentivare i tentativi di approccio delle clienti del ristorante. Prima di essere assunto alla Casetta dell'Orso era caposala in un altro ristorante, da lui lasciato per divergenze di vedute con il titolare.
Olga (オルガ?, Oruga)
Doppiata da: Haruhi Terada
La madre di Nicoletta, lavora come avvocato divorzista presso lo studio di proprietà di Gabriella, la ex-moglie di Claudio. Affascinata dagli uomini maturi in occhiali da lettura, anni prima ha abbandonato madre e figlia per potersi risposare con il suo attuale marito, Lorenzo, famoso imprenditore vinicolo. Anche se ha difficoltà a dimostrarlo, tiene molto a Nicoletta, e cerca come può di essere per lei sia una buona madre che una buona amica.

### Personaggi secondari
Luciano de Luca (ルチアーノ・デ・ルーカ?, Ruchiāno de Rūka)
Doppiato da: Mitsutaka Tachikawa
Cameriere alla Casetta dell'Orso e amico di lunga data di Claudio, ha un carattere brusco e un temperamento schivo, ed è l'unico membro dello staff ad accogliere Nicoletta con malcelata diffidenza. Vedovo da alcuni anni, prima di diventare cameriere lavorava nella caffetteria gestita dal fratello minore. Ha una figlia, Mariarosa, e un nipote, Francesco, le uniche due persone con le quali si mostri gentile ed amorevole.
Vito (ヴィート?, Vīto)
Doppiato da: Takaya Kuroda
Cameriere alla Casetta dell'Orso, caratterizzato da una vistosa pelata e dal comportamento gioviale, è sposato già da diverso tempo con una donna molto più giovane di lui conosciuta in palestra. Pur innamorato alla follia della sua attuale compagna, non rinuncia a fare il gentiluomo con le signore che frequentano abitualmente il ristorante.
Gian Luigi Orsini (Gigi) (ジジ?, Jiji)
Doppiato da: Shigeo Kiyama
Il sommelier della Casetta dell'Orso, taciturno e misterioso, è allo stesso tempo il fratellastro ed il cugino del titolare Lorenzo, essendo i due frutto di una relazione avuta dalla madre comune con entrambi i fratelli Orsini. Pur parlando di rado, è dotato di un eccezionale spirito di osservazione, grazie al quale può capire la personalità e la natura di una persona semplicemente guardandola. È attualmente single.
Furio (フリオ?)
Doppiato da: Kazuhiko Nishimatsu
Primo Chef della Casetta dell'Orso, in gioventù ha lavorato insieme a Claudio in un noto hotel di Roma. Felicemente sposato, tiene corsi di cucina nel tempo libero, cui partecipano tra le altre anche Nicoletta e Marina, la moglie di Vito.
Teo (テオ?)
Doppiato da: Yōji Ueda
Chef della Casetta dell'Orso, specializzato nei dolci. È il membro più giovane dello staff.
Gabriella (ガブリエッラ?, Gaburierra)
Doppiato da: Misa Watanabe
La ex-moglie di Claudio, titolare dello studio legale in cui lavora anche Olga. Lei e Olga sono molto amiche, inoltre è una delle poche persone a conoscenza della vera identità di Nicoletta. Cerca come può di spronare l'ex-marito a lasciarsi alle spalle la loro storia e a rifarsi una vita.
Lorenzo Orsini (ロレンツォ?, Rorentso)
Doppiato da: Kenji Nomura
Il cinquantunenne proprietario della Casetta dell'Orso, da lui aperto per assecondare la passione della moglie Olga, di cui è molto innamorato, per gli ultracinquantenni presbiti. Inizialmente all'oscuro del passato della moglie, con il tempo arriverà a capire la vera natura del legame tra Olga e Nicoletta, cogliendo l'occasione per liberarsi dei suoi pregiudizi nei confronti delle donne divorziate.

## Colonna sonora
La sigla di apertura, "Marigold" (マリーゴールド?, Marīgōrudo), è scritta da Tomoko Nagashima e musicata dagli Orange Pekoe, mentre la sigla di chiusura, intitolata "Suteki na Kajitsu" (ステキな果実? letteralmente "Frutto d'Amore") è cantata da Lisa Komine su testi di Yūho Iwasato.